# Diocese de Whitehorse
A Diocese de Whitehorse (Dioecesis Equialbensis) é uma diocese localizada na cidade de Whitehorse no território de Yukon, pertencente a Arquidiocese de Grouard-McLennan no Canadá. Foi fundada em 1908 pelo Papa Pio X. Inicialmente foi fundada como sendo Prefeitura Apostólica de Yukon-Prince Rupert, em 1916 foi elevado à condição de Vicariato e por fim em 1967 elevado à condição de diocese. Com uma população católica de 8.400 habitantes, sendo 19,8% da população total, possui 23 paróquias com dados de 2018.

## História
Em 9 de março de 1908 o Papa Pio X cria a Prefeitura Apostólica de Yukon-Prince Rupert através do Vicariato Apostólico de Mackenzie. Em 1916 a prefeitura apostólica é elevada à condição de vicariato apostólico com o nome de Vicariato Apostólico de Yukon - Prince Rupert. Em 1944 o vicariato apostólico é dividido em dois, sendo: Vicariato Apostólico do Príncipe Rupert e Vicariato Apostólico de Whitehorse. Por fim, em 1967 o Vicariato Apostólico de Whitehorse é elevada à condição de diocese com o nome de Diocese de Whitehorse, sendo o atual.

## Lista de bispos
A seguir uma lista de bispos desde a criação da prefeitura apostólica em 1908, em 1967 é elevada à condição de diocese.
|                                                  | Nome                                      | Período      | Notas                                                   |
| Bispos                                           | Bispos                                    | Bispos       | Bispos                                                  |
| ------------------------------------------------ | ----------------------------------------- | ------------ | ------------------------------------------------------- |
| 7º                                               | Héctor Felipe Vila                        | 2015 - atual |                                                         |
| 6º                                               | Fr. Kieran Kilcommons                     | 2014 - 2015  | Administrador apostólico                                |
| 5º                                               | Gary Michael Gordon                       | 2006 - 2014  |                                                         |
| 4º                                               | Denis Croteau, O.M.I.                     | 2003 - 2006  | Administrador apostólico                                |
| 3º                                               | Thomas Joseph Lobsinger, O.M.I.           | 1987 - 2000  |                                                         |
| 2º                                               | Hubert Patrick O'Connor , O.M.I.          | 1971 - 1986  | Nomeado bispo de Prince George                          |
| 1º                                               | James Philip Mulvihill, O.M.I.            | 1967 - 1971  |                                                         |
| Vigários Apostólicos de Whitehorse               |                                           |              |                                                         |
| 2º                                               | James Philip Mulvihill, O.M.I.            | 1965 - 1967  | Nomeado bispo dessa diocese                             |
| 1º                                               | Jean-Louis-Antoine-Joseph Coudert, O.M.I. | 1944 - 1965  | Faleceu no cargo                                        |
| Vigários Apostólicos de Yukon - Príncipe Rupert  |                                           |              |                                                         |
| 1º                                               | Émile-Marie Bunoz, O.M.I.                 | 1916 - 1944  |                                                         |
| Prefeitos Apostólicos de Yukon - Príncipe Rupert |                                           |              |                                                         |
| 1º                                               | Émile-Marie Bunoz, O.M.I.                 | 1908 - 1916  | Nomeado Vigários Apostólicos de Yukon - Príncipe Rupert |
| Bispo coadjutor                                  |                                           |              |                                                         |
| 1º                                               | Jean-Louis-Antoine-Joseph Coudert, O.M.I. | 1936 - 1944  | Como vigário apostólico coadjutor                       |